# David Schoenbrun
David Franz Schoenbrun (* 15. Mai 1915 in New York; † 23. Mai 1988 ebenda) war ein US-amerikanischer Journalist und Buchautor.

## Leben
David F. Schoenbrun wurde 1915 als Sohn des Juweliers Max Schoenbrun und dessen Frau Lucy, geborene Cassirer, in New York City geboren. Er war der Enkel von Moritz Cassirer, einem der Söhne des Industriellen Marcus Cassirer, der Anfang des 20. Jahrhunderts in die Vereinigten Staaten auswanderte und seine Frau Henriette, geborene Retfield, kennenlernte.
David lernte Deutsch von seinem Großvater sowie Französisch und Spanisch, seine Ausbildung machte er am New Yorker City College, wo er 1934 graduierte. Nach seiner Schulzeit studierte Schoenbrun u. a. Französisch und verdiente seinen Lebensunterhalt einige Zeit als Sprachlehrer. 1943 ging er zur U.S. Army und wurde nach Algier geschickt. Seine journalistische Laufbahn begann er mit einer wöchentlichen Sendung als Kriegsberichterstatter für das Radio der United Nations zum Ende des Zweiten Weltkriegs. 1947 wurde er durch Edward R. Murrow als leitender Korrespondent in Paris für das Columbia Broadcasting System (CBS) eingesetzt und arbeitete später in ganz Europa und im Vietnam als Journalist für den CBS Hörfunk und das Fernsehen. Dabei arbeitete er mit weiteren Journalisten wie Fred W. Friendly, Winston Burdette, Charles Collingwood und Douglas Edwards. Während seiner Zeit in Paris wurde er mehrmals von Präsident Charles de Gaulle zu Interviews empfangen. Durch seine Arbeit während des Krieges zählte man ihn zu den Murrow Boys.
In 1959 erhielt Schoenbrun den Alfred I. duPont–Columbia University Award, einen Journalistenpreis, der von der Columbia University Graduate School of Journalism vergeben wird. 1964 verließ er den Sender CBS, nachdem er sich mit dem Management des Senders überworfen hatte, und arbeitete als freier Journalist, Lehrer und Buchautor. Er unterrichtete an der New School for Social Research in New York und schrieb unter anderem Bücher wie The Three Lives of Charles de Gaulle (1966), das auf seinen jahrelangen Verbindungen mit Charles de Gaulle aufbaute, sowie zuletzt America Inside Out (1984), bei dem er die Beziehungen der Vereinigten Staaten der letzten 50 Jahre mit dem Rest der Welt beleuchtete. 1988 starb er im Beth Israel Medical Center in Manhattan an einem Herzanfall nach einer Prostata-Operation.

## Ehrungen
- Croix de guerre
- Ritter der Ehrenlegion
- Alfred I. duPont–Columbia University Award (1959)[4]

## Werke (Auswahl)
- Was ist los mit Frankreich? („As France goes“, 1957). Scherz Verlag, Stuttgart 1958.
- Casebook of a Southern Senator. Esquire Books, Chicago 1963.[5]
- Vietnam. How we got in, how we got out. 5. Aufl. Atheneum, New York 1971, ISBN 0-689-10242-9.
- The three lives of Charles de Gaulle. A biography. Atheneum, New York 1966.
- The new Israelis. Atheneum, New York 1973.
- Thriumph in Paris. The exploits of Benjamin Franklin. Harper & Row, New 1976, ISBN 0-06-013854-8.
- America inside out. McGraw-Hill, New York 1984, ISBN 0-07-055473-0.
- Maquis. Soldiers of the night; the story of the French Resistance. Hale Books, London 1990, ISBN 0-7090-4234-5 (früherer Titel Soldiers of the night).

## Belege
1. 1 2 3  Sigrid Bauschinger: Die Cassirers. Unternehmer, Kunsthändler, Philosophen. C.H.Beck, München 2015; S. 447. ISBN 978-3-406-67714-4.
2. 1 2 3 4  Sarah Lyall: David Schoenbrun Is Dead at 73; Veteran Journalist for CBS News. New York Times, 24. Mai 1988; abgerufen am 13. Mai 2016.
3. ↑  Kreis um den Journalisten Edward R. Murrow (1908–1965)
4. 1 2  Gewinner (Memento vom 14. August 2012 im Internet Archive) des Alfred I. duPont–Columbia University Award.
5. ↑  Sonderdr. aus Esquire, 1963, September, S. 103–108, 147–148.

| Personendaten    | Personendaten                                |
| ---------------- | -------------------------------------------- |
| NAME             | Schoenbrun, David                            |
| ALTERNATIVNAMEN  | Schoenbrun, David Franz (vollständiger Name) |
| KURZBESCHREIBUNG | US-amerikanischer Journalist und Buchautor   |
| GEBURTSDATUM     | 15. Mai 1915                                 |
| GEBURTSORT       | New York                                     |
| STERBEDATUM      | 23. Mai 1988                                 |
| STERBEORT        | New York                                     |